# Gmina Landskrona
Gmina Landskrona (szw. Landskrona kommun) – gmina w Szwecji, w regionie Skania, z siedzibą w Landskrona.
Gminę zamieszkuje 39 039 osób, z czego 50,81% to kobiety (19 836) i 49,19% to mężczyźni (19 203). W gminie zameldowanych jest 3601 cudzoziemców. Na każdy kilometr kwadratowy przypada 129,06 mieszkańca. Pod względem wielkości gmina zajmuje 266. miejsce.